# كاظم أشتري
كاظم أشتري (بالفارسية: کاظم اشتری) هو لاعب كرة سلة إيراني. مثّل منتخب بلاده. شارك في دورة الألعاب الأولمبية الصيفية سنة 1948.

## روابط خارجية
- كاظم أشتري على موقع الاتحاد الدولي لكرة السلة (الإنجليزية)
- كاظم أشتري على موقع سبورتس رفرنس (الإنجليزية)
- كاظم أشتري على موقع اللجنة الأولمبية الدولية (الإنجليزية)
- كاظم أشتري على موقع أوليمبيديا (الإنجليزية)